# Grotte de Spy
La grotte de Spy est sise en aplomb de l'Orneau, au sud du village d'Onoz (commune de Jemeppe-sur-Sambre), dans la province de Namur (Région wallonne de Belgique). En tant que site paléolithique remarquable, elle est classée au Patrimoine majeur de Wallonie.

## Description
Dénommée en wallon Bètch aus Rotches (« Bec aux Roches », « Bec au Roc », ou encore « Bec aux Rochers »),, en raison du trou dans la roche qui forme l'entrée rappelant « un bec d’aigle très crochu », la grotte est située sur un versant boisé en rive gauche de l’Orneau. Elle s'ouvre dans un rocher haut d’environ 20 mètres, vertical à surplombant, et de configuration assez tourmentée offrant un calcaire solide et très travaillé. L’ensemble est centré sur un grand porche de 4 à 5 mètres de haut sur environ 6 à 11 mètres de profondeur divisé en deux par un pilier massif avec des cheminées à jour. Sur la gauche du rocher, à mi-hauteur, s’ouvre une belle arcade.

## L'Homme de Spy

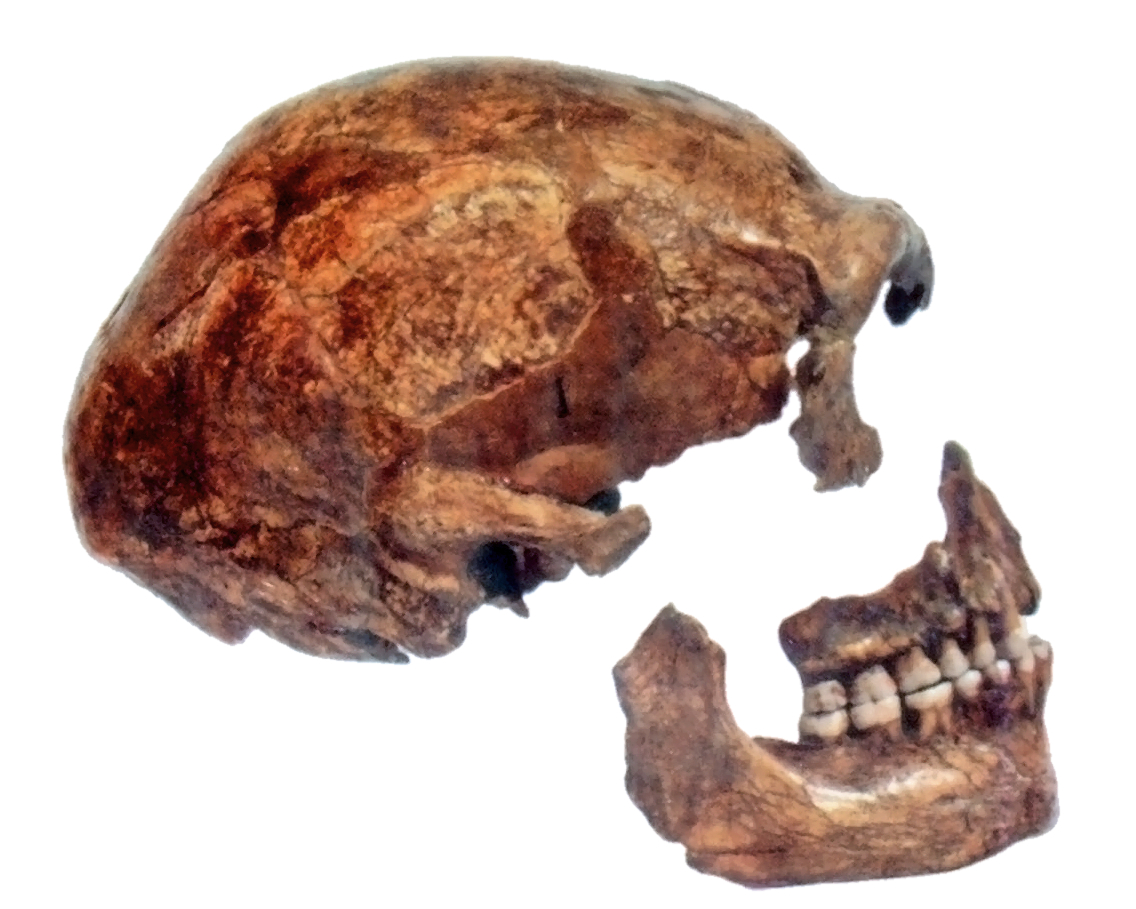
L'Homme de Spy 2.

En 1886, une équipe liégeoise y découvrit des ossements humains. L'archéologue Marcel De Puydt, le géologue Max Lohest, rejoints plus tard par le paléoanthropologue Julien Fraipont, mirent au jour des fossiles néandertaliens associés stratigraphiquement à une industrie moustérienne. Deux autres niveaux sus-jacents ont livré des industries aurignacienne et gravettienne.
Cette découverte exceptionnelle contribua à faire admettre par la communauté internationale l'existence d'un type humain plus archaïque que l'homme moderne, l'homme de Néandertal. 
Ce site paléolithique important a depuis lors été fouillé à de nombreuses reprises.

## Renseignements pratiques
La grotte est située dans une propriété privée dont l'accès est autorisé par le plateau du bois communal de Spy ou par le chemin vicinal qui longe l'Orneau.
L'escalade est interdite.